# چشم‌انداز نزدیک آرل
چشم‌انداز نزدیک آرل نقاشی رنگ روغن است که در سال ۱۸۸۸ توسط پل گوگن کشیده شده‌است. این نقاشی در موزه هنر ایندیاناپلیس واقع در ایالت ایندیانا قراردارد. این نقاشی یک منظره روستایی در جنوب شرقی فرانسه را نشان می‌دهد.

## تاریخچه
اواخر دسامبر ۱۸۸۸ گوگن و ون گوگ به مدت دو ماه در آرل فرانسه با یکدیگر زندگی کردند. علی‌رغم رابطه ناآرام آنها، این دوره از نظر هنری برای هردوی آنها مفید بود. نقاشی چشم‌انداز نزدیک آرل اولین اثر نقاشی گوگن در این دوره بود.
در فوریه ۱۹۴۴، خانم جولیان بابز، این تابلو را خریداری کرد و آن را به یاد همسر اولش ری آدامز به مدرسه هنر جان هرن اهدا نمود. این نقاشی هم‌اکنون در گالری کتی تارل به نمایش گذاشته شده‌است.